# 橘ましろ
橘 ましろ（たちばな ましろ、1993年4月18日 - ）は、日本のグラビアアイドルである。
東京都出身。プライムエージェンシー所属。

## 略歴
- 2013年1月、DVD『ハックツ美少女 Revolution　橘ましろ』により、デビュー。
- 2013年3月、2枚目のDVD『ギリグラ!!秘宝館　橘ましろ』をリリース。
- 2014年1月まで　計5作の着エロ作品がスマッシュヒット。
- 2014年4月、『初裸 virgin nude 橘ましろ』より、フルヌード作品をリリース。

## 人物
趣味はコスプレ、アニメ。特技はソリティア、早食い。
「初雪より白い美肌美人」と記述されるほどスレンダーで白い肌が特徴。

## 作品

### イメージビデオ
- 『ハックツ美少女 Revolution』（2013年1月3日、BAGUS）
- 『ギリグラ!!秘宝館』（2013年3月7日、BAGUS）
- 『もうムリ!!橘ましろ』（2013年6月6日、BAGUS）
- 『センチュリオン 橘ましろ』（2013年10月3日、BAGUS）
- 『もうムリ!! 橘ましろ2』（2014年1月2日、BAGUS）
- 『初裸 virgin nude 橘ましろ』（2014年4月3日、REbecca）
- 『Mashiro とある美尻の全裸映像』（2014年8月14日、REbecca）
- 『もう限界』（2014年10月25日、GARDEN）
- 『Mashiro2 とある美乳の性的魅力』（2015年1月8日、REbecca）
- 『Mashiro3 まっしろな雪の世界で…』（2015年4月9日、REbecca）
- 『美人OLヌードPREMIUM』（2015年9月25日、スパイスビジュアル）
- 『美人OLヌードLUXURY』（2016年1月29日、スパイスビジュアル）